# Слуцкін Абрам Олександрович
Слуцкін Абрам Олександрович (17 липня 1891 — 1950) — радіофізик родом з Борисоглєбська (тепер Воронезька область), дійсний член АН УРСР (з 1948).

## Життєпис

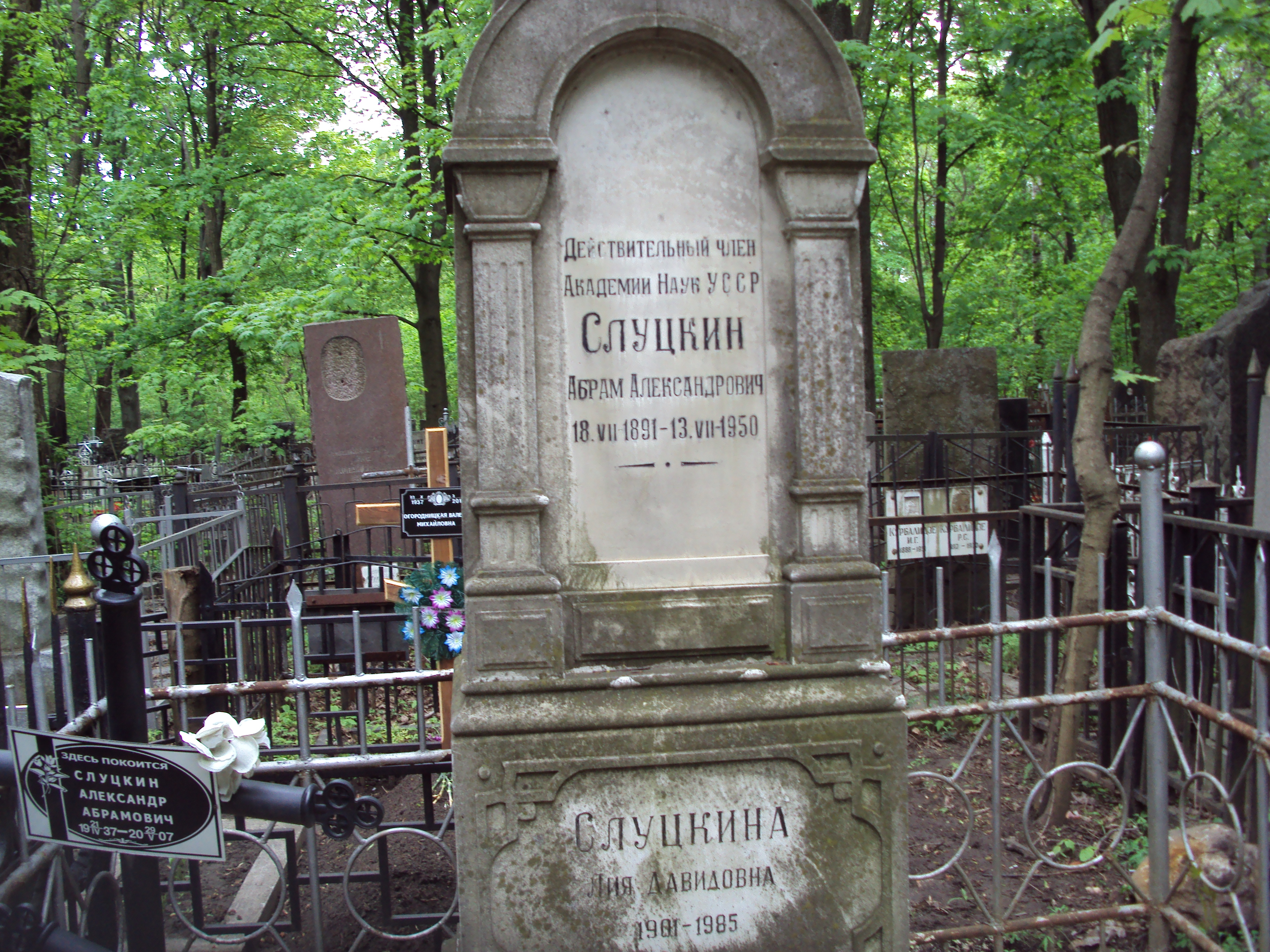
Поховання А. О. Слуцкіна на 2-му Харківському кладовищі. Світлина DKM med.

По закінченні Харківського університету (1916) працював у ньому (з 1928 — професор), одночасно (з 1930) у Фізико-Технічному Інституті АН УРСР (Харків). У 1937 році отримав вчений ступінь доктора фізико-математичних наук без захисту дисертації. З 1939 року — член-кореспондент АН УРСР, з 1948 р. академік. З ім'ям А. О. Слуцкіна також пов'язано створення перших вітчизняних медичних апаратів для терапії різних патологічних станів хвилями надвисокої частоти (НВЧ).
Протягом післявоєнних  років він читав основні  курси з фізики на кафедрі теоретичних основ радіотехніки та радіолокації Військової академії (АРТА — ВІРТА) ім. Л. А. Говорова . Академік Слуцкін А. О. в кінці 40-х років ХХ століття був Головою Харківського відділення Всесоюзного науково-технічного товариства радіотехніки і електрозв'язку ім. О. С. Попова, вчений секретар Правління Харківського відділення — кандидат технічних наук, доцент Кирило Євгенович Милославський (1914—1975). Похований академік А. О. Слуцкін на 2-му Харківському кладовищі, на фасаді будинку, де він мешкав по вулиці Чайковській, 14 встановлена пам'ятна меморіальна дошка.

## Наукова діяльність
Понад 50 наукових праць (російською мовою) з радіофізики та електроніки. Спільно з С. Я. Брауде та О. Я. Усиковим розробив перший у світовій практиці трикоординатний радіолокатор, що використовувався у протиповітряній обороні під час німецько-радянської війни. Має значні досягнення з ділянки радіохвиль надвисотних частот (розробив магнетронні методи ґенерування радіохвиль).
Серед учнів Абрама Слуцкіна — доктори та кандидати наук Олександр Усиков, Євген Кулешов тощо.

## Нагороди
- грамота Верховної Ради Казахської РСР (1944);
- грамота Верховної Ради УРСР (1945);
- медаль «За доблесну працю у Великій Вітчизняній війні 1941—1945 рр.» (1945).